# Goxua

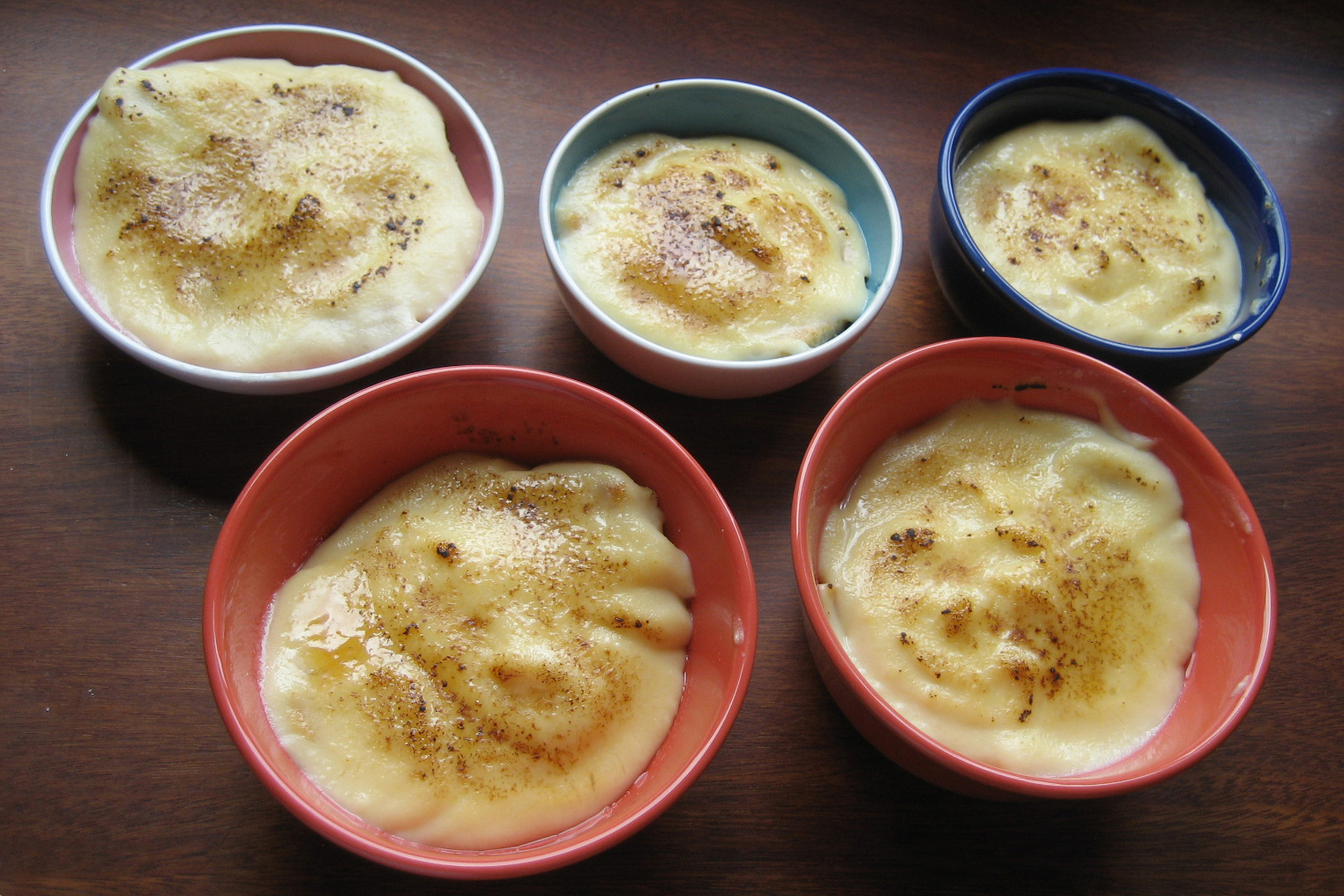
Goxua.

Le goxua [go'ʃua] (sucrerie en euskara ; en basque batúa, gozo) est un dessert typique du Pays basque et des Communautés limitrophes, spécialité de la ville de Vitoria-Gasteiz. Un pâtissier de Miranda de Ebro affirme que ce dessert a été inventé par son père.

## Élaboration
L'élaboration du goxua dépend beaucoup de la région. Il est généralement élaboré avec de la crème, du biscuit (bizkotxo), de la crème pâtissière et du caramel liquide. Sur une base de biscuit, on verse successivement une couche de crème pâtissière, une de crème et du caramel. Il y a deux façons de le servir, en terrines individuelles comme s'il s'agissait de crème anglaise ou de lait caillé, ou sous forme de gâteau à découper en parts.